# Emma (canción)
«Emma» es una canción interpretada por la banda británica Hot Chocolate, publicada el 25 de febrero de 1974 como sencillo principal del álbum debut de la banda, Cicero Park.

## Lista de canciones
Todas las canciones escritas y compuestas por Errol Brown y Tony Wilson.
1974 UK 7-inch single
1. «Emma» – 3:51
2. «Makin' Music» – 3:49

1975 US 7-inch single reissue
1. «Emma» – 3:30
2. «A Love Like Yours» – 3:28

## Legado
Peter Hook de New Order uso la línea de bajo de la canción en «Thieves Like Us» (1984). Reflexionando sobre esto, Hook le contó a Louder: “Me encontré con Errol Brown y sentí que tenía que confesar, y Errol Brown me dijo ‘¡Bien hecho, muchacho!’ Lo cual fue muy amable de su parte, pensé. Hoy en día, te estaría demandando, ¿no?”.

## Certificaciones y ventas
| País              | Certificación | Ventas  |
| ----------------- | ------------- | ------- |
| Reino Unido (BPI) | Plata         | 250 000 |